# Lopidella flavoscuta
Lopidella flavoscuta är en insektsart som beskrevs av Knight 1925. Lopidella flavoscuta ingår i släktet Lopidella och familjen ängsskinnbaggar. Inga underarter finns listade i Catalogue of Life.